# フォーティナイナー
フォーティナイナー（Forty Niner、1985年 - 2020年）は、アメリカ生まれの競走馬、種牡馬である。競走馬時代はアメリカでG1を4勝し、種牡馬としてもアメリカと日本で成功を収めた。馬名の由来はアメリカのゴールドラッシュの翌年である1849年にカリフォルニア州に入植した人々"forty-niner" (49er) から。父ミスタープロスペクター（探鉱者）、その母ゴールドディガー（金鉱採掘者）の名前よりゴールドラッシュに関係した名前が付けられている。

## 戦績
1987年7月にデビュー勝ちを飾ると、次走6着を挟んでその後G1・2勝を含む重賞4連勝。この年6戦5勝という文句のない成績を残しエクリプス賞最優秀2歳牡馬に選出された。
翌1988年はフロリダダービーでブライアンズタイムの2着。クラシックではケンタッキーダービーでは牝馬ウィニングカラーズに逃げ切られ2着、プリークネスステークスでは7着に敗れた。ベルモントステークスには出走しなかったが、夏にはハスケル招待ハンデキャップ、トラヴァーズステークスでシーキングザゴールドを破りG1を連勝。そのまま休みなくウッドワードステークスに出走するがアリシーバの2着。準重賞勝利を挟んで臨んだブリーダーズカップ・クラシックではまたもアリシーバの4着に敗れ、同レースを最後に引退、種牡馬入りした。

## 年度別競走成績
- 1987年（6戦5勝）
  - フューチュリティステークス (G1) 、シャンペンステークス (G1) 、サンフォードステークス (G2) 、ブリーダーズフューチュリティ (G2)
- 1988年（13戦6勝）
  - ハスケル招待ハンデキャップ (G1) 、トラヴァーズステークス (G1) 、ファウンテンオブユースステークス (G2)

## 種牡馬
母国アメリカで種牡馬生活をスタートさせ、初年度産駒からG1ホースを送り出した。その後もベルモントステークス優勝馬エディターズノート、G1を2勝し日本に輸入されたコロナドズクエストなどの活躍馬を輩出し、1996年北米リーディングサイアーに輝いた。その前年の1995年には日本に輸入されていたが、日本ではダートで活躍する馬を輩出し、サイアーランキング上位の常連となった。本馬の活躍を受けて産駒のエンドスウィープ、トワイニング、コロナドズクエストも種牡馬として日本に輸入されている。
2007年、この年の種付けシーズン終了後、受精能力の低下から種牡馬生活を引退した。しかし競走馬・種牡馬としての高い実績を考慮し、繋養先の日本軽種馬協会 (JBBA) では功労馬として同馬をJBBA静内種馬場で繋養していた。2020年5月18日12時30分、老衰により死亡した。
アメリカでは競走実績を問わず本馬の子供が種牡馬として活躍することも多く、度々アメリカから高額で買い戻しのオファーが来ていた。サンデーブレイクのように日本で生まれた後、アメリカに輸出されて活躍した産駒もいる。アメリカでの産駒の活躍とは対照的に日本の中央競馬でのGI馬、特に芝のGI馬は出ていない。主な後継種牡馬であったビワシンセイキ、マイネルセレクトは韓国へ輸出され、ユートピアは現役時にアメリカに移籍し、現地で種牡馬入りしている。そのため現在日本国内には、内国産の目立った後継種牡馬がいない。エンドスウィープなど日本で実績のあった種牡馬を含め、フォーティナイナーの後継種牡馬も海外からの輸入が主であった。

### 日本国外調教馬
G1競走優勝馬のみ記載。括弧内の競走はすべてアメリカ合衆国開催。
- 1990年産
  - Nine Keys（アップルブロッサムハンデキャップ）[3]
- 1993年産
  - Editor's Note（ベルモントステークス、スーパーダービー）[4]
  - Gold Fever（NYRAマイルハンデキャップ）[5]
- 1995年産
  - コロナドズクエスト（ハスケル招待ハンデキャップ、トラヴァーズステークス）[6]
- 1996年産
  - Ecton Park（スーパーダービー）[7]
  - Marley Vale（テストステークス）[8]

この他アメリカで種牡馬として成功したディストーテッドヒューマーや、日本で種牡馬として供用されたエンドスウィープ、トワイニングがいる。

### グレード制重賞優勝馬
太字はGI（またはJpnI）競走。競走名の前の国旗は開催国 (日本以外の場合に明記)。日本調教馬のみ記載。
- 1998年産
  - ビワシンセイキ（かきつばた記念、とちぎマロニエカップ）[12]
  - テイエムサウスポー（京王杯3歳ステークス）[13]
- 1999年産
  - マイネルセレクト（JBCスプリント、東京盃、シリウスステークス、ガーネットステークス、黒船賞）[14]
  - クーリンガー（サラブレッドチャレンジカップ、佐賀記念、名古屋大賞典（04年、05年）、マーチステークス、マーキュリーカップ）[15]
  - シャドウスケイプ（根岸ステークス、クラスターカップ）[16]
  - キネティクス（富士ステークス）[17]
- 2000年産
  - ユートピア（マイルチャンピオンシップ南部杯（04年、05年）、ダービーグランプリ、全日本2歳優駿、 ゴドルフィンマイル、 ウェストチェスターハンデキャップ、ユニコーンステークス）[18]
- 2001年産
  - アドマイヤホープ（全日本2歳優駿、北海道2歳優駿）[19]
- 2002年産
  - ヴァンクルタテヤマ（プロキオンステークス、サマーチャンピオン（08年、09年）、北海道スプリントカップ）[20]
  - エイシンニーザン（阪神スプリングジャンプ）[21]
- 2003年産
  - ダイワパッション（フィリーズレビュー、フェアリーステークス）[22]

### 地方重賞優勝馬
- 1995年産
  - マチカネホシマツリ（建依別賞、珊瑚冠賞）[23]
- 2000年産
  - バンブーボカ（赤レンガ記念、瑞穂賞、道営記念）[24]
  - コウエイソフィア（トゥインクルレディー賞）[25]
- 2001年産
  - ムーンバレイ（梅見月杯、東海菊花賞、名古屋記念）[26]
- 2003年産
  - アテスト（若駒賞）[27]
  - ケイアイカルディナ（スプリント）[28]
- 2004年産
  - トウショウガナー（白銀争覇）[29]
  - ハードインパルス（尾張名古屋杯、スプリント）[30]
- 2005年産
  - クールフォーマ（新春賞）[31]
  - ダイワシークレット（いろは丸賞）[32]
  - フォーティファイド（大井記念、金盃）[33]

### ブルードメアサイアーとしての主な産駒
日本国外調教馬はG1競走優勝馬のみ記載。
- 1997年産
  - High Yield（ホープフルステークス、ファウンテンオブユースステークス、ブルーグラスステークス） - 父Storm Cat[34]
- 1998年産
  - タシロスプリング（ファンタジーステークス） - 父マルゼンスキー[35]
- 1999年産
  - インタータイヨウ（兵庫チャンピオンシップ） - 父ダンスインザダーク[36]
- 2001年産
  - Island Sand（エイコーンステークス） - 父Tabasco Cat
  - Mass Media（フォアゴーステークス） - 父Touch Gold
- 2003年産
  - Pryka（マイプ大賞、フェリックスデアルサガウンスエ大賞） - 父Southern Halo
- 2004年産
  - Albertus Maximus（ドンハンデキャップ、ブリーダーズカップ・ダートマイル） - 父Albert the Great
- 2005年産
  - オースミスパーク（小倉大賞典） - 父アドマイヤベガ[37]
- 2006年産
  - ダノンヨーヨー（富士ステークス） - 父ダンスインザダーク[38]
  - ティアップワイルド（兵庫ゴールドトロフィー、かきつばた記念） - 父ワイルドラッシュ[39]
- 2007年産
  - トレイルブレイザー（アルゼンチン共和国杯、京都記念） - 父ゼンノロブロイ[40]
- 2009年産
  - マイネルバイカ（白山大賞典） - 父ロージズインメイ[41]
- 2010年産
  - Jack Milton（メーカーズ46マイルステークス） - War Front
  - ウインプリメーラ（京都金杯） - 父ステイゴールド[42]
- 2011年産
  - マドリードカフェ（京都ハイジャンプ） - 父マンハッタンカフェ[43]
- 2012年産
  - テイエムジンソク（みやこステークス、東海ステークス） - 父クロフネ[44]
- 2014年産
  - マイスタイル（函館記念） - 父ハーツクライ
- 2015年産
  - エポカドーロ（皐月賞） - 父オルフェーヴル

## 血統表
| フォーティナイナーの血統    | フォーティナイナーの血統                                  | フォーティナイナーの血統                                  | （血統表の出典）                                          | （血統表の出典） |
| 父系                        | ミスタープロスペクター系                                  | ミスタープロスペクター系                                  | ミスタープロスペクター系                                  | [ § 2 ]          |
| 父 Mr. Prospector 1970 鹿毛 | 父の父Raise a Native 1961 栗毛                            | Native Dancer                                             | Polynesian                                                | Polynesian       |
| 父 Mr. Prospector 1970 鹿毛 | 父の父Raise a Native 1961 栗毛                            | Native Dancer                                             | Geisha                                                    |                  |
| 父 Mr. Prospector 1970 鹿毛 | 父の父Raise a Native 1961 栗毛                            | Raise You                                                 | Case Ace                                                  | Case Ace         |
| 父 Mr. Prospector 1970 鹿毛 | 父の父Raise a Native 1961 栗毛                            | Raise You                                                 | Lady Glory                                                |                  |
| 父 Mr. Prospector 1970 鹿毛 | 父の母Gold Digger 1962 鹿毛                               | Nashua                                                    | Nasrullah                                                 | Nasrullah        |
| 父 Mr. Prospector 1970 鹿毛 | 父の母Gold Digger 1962 鹿毛                               | Nashua                                                    | Segula                                                    |                  |
| 父 Mr. Prospector 1970 鹿毛 | 父の母Gold Digger 1962 鹿毛                               | Sequence                                                  | Count Fleet                                               | Count Fleet      |
| 父 Mr. Prospector 1970 鹿毛 | 父の母Gold Digger 1962 鹿毛                               | Sequence                                                  | Miss Dogwood                                              |                  |
| 母 File 1976 栗毛           | 母の父Tom Rolfe 1962 鹿毛                                 | Ribot                                                     | Tenerani                                                  | Tenerani         |
| 母 File 1976 栗毛           | 母の父Tom Rolfe 1962 鹿毛                                 | Ribot                                                     | Romanella                                                 |                  |
| 母 File 1976 栗毛           | 母の父Tom Rolfe 1962 鹿毛                                 | Pocahontas II                                             | Roman                                                     | Roman            |
| 母 File 1976 栗毛           | 母の父Tom Rolfe 1962 鹿毛                                 | Pocahontas II                                             | How                                                       |                  |
| 母 File 1976 栗毛           | 母の母Continue 1958 黒鹿毛                                | Double Jay                                                | Balladier                                                 | Balladier        |
| 母 File 1976 栗毛           | 母の母Continue 1958 黒鹿毛                                | Double Jay                                                | Broomshot                                                 |                  |
| 母 File 1976 栗毛           | 母の母Continue 1958 黒鹿毛                                | Courtesy                                                  | Nasrullah                                                 | Nasrullah        |
| 母 File 1976 栗毛           | 母の母Continue 1958 黒鹿毛                                | Courtesy                                                  | Highway Code F-No.1-n                                     |                  |
| 母系(F-No.)                 | 1号族(FN:1-n)                                             | 1号族(FN:1-n)                                             | 1号族(FN:1-n)                                             | [ § 3 ]          |
| 5代内の近親交配             | Nasrullah4×4=12.50% Bull Dog (Sir Gallahad III) 5×5=6.25% | Nasrullah4×4=12.50% Bull Dog (Sir Gallahad III) 5×5=6.25% | Nasrullah4×4=12.50% Bull Dog (Sir Gallahad III) 5×5=6.25% | [ § 4 ]          |
| 出典                        | 1. 2. 3. 4.                                               | 1. 2. 3. 4.                                               | 1. 2. 3. 4.                                               | 1. 2. 3. 4.      |

近親には、母Fileの半姉Tuerta（父Forli）の産駒にSwale（ケンタッキーダービー、ベルモントステークス）、同じく母の半姉Continuation（父Forli）の孫にシャディード(2000ギニー、クイーンエリザベス2世ステークス)、同じく母の半弟にワイドナーハンディキャップに優勝し日本で種牡馬として活躍したヤマニンがいる。
本馬の半弟レコーダーIIは、輸入種牡馬。